# Anzani 6 cilindros

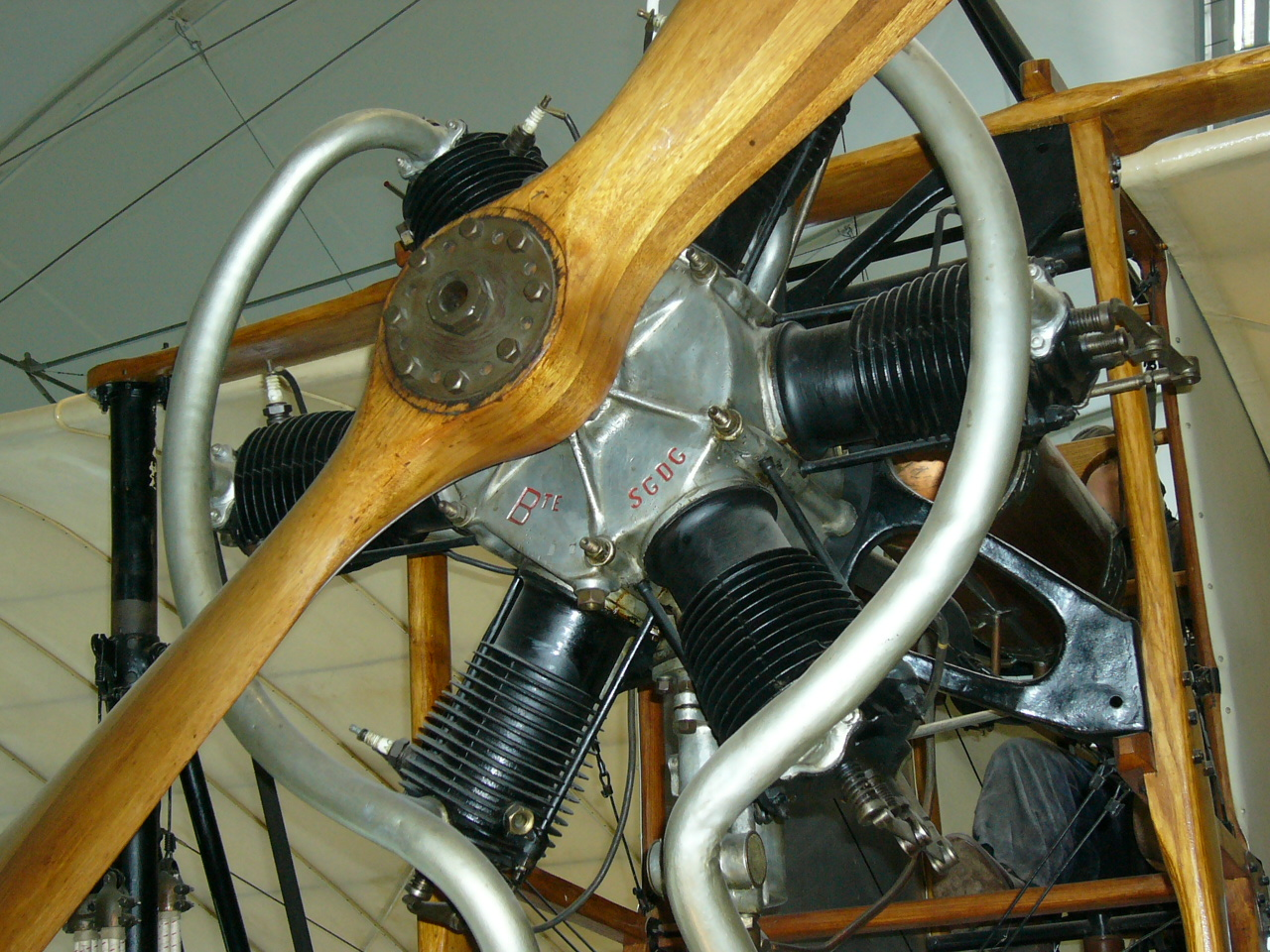
Anzani 6-cilindros con hélice de madera en el Museo de la Real Fuerza Aérea Británica.

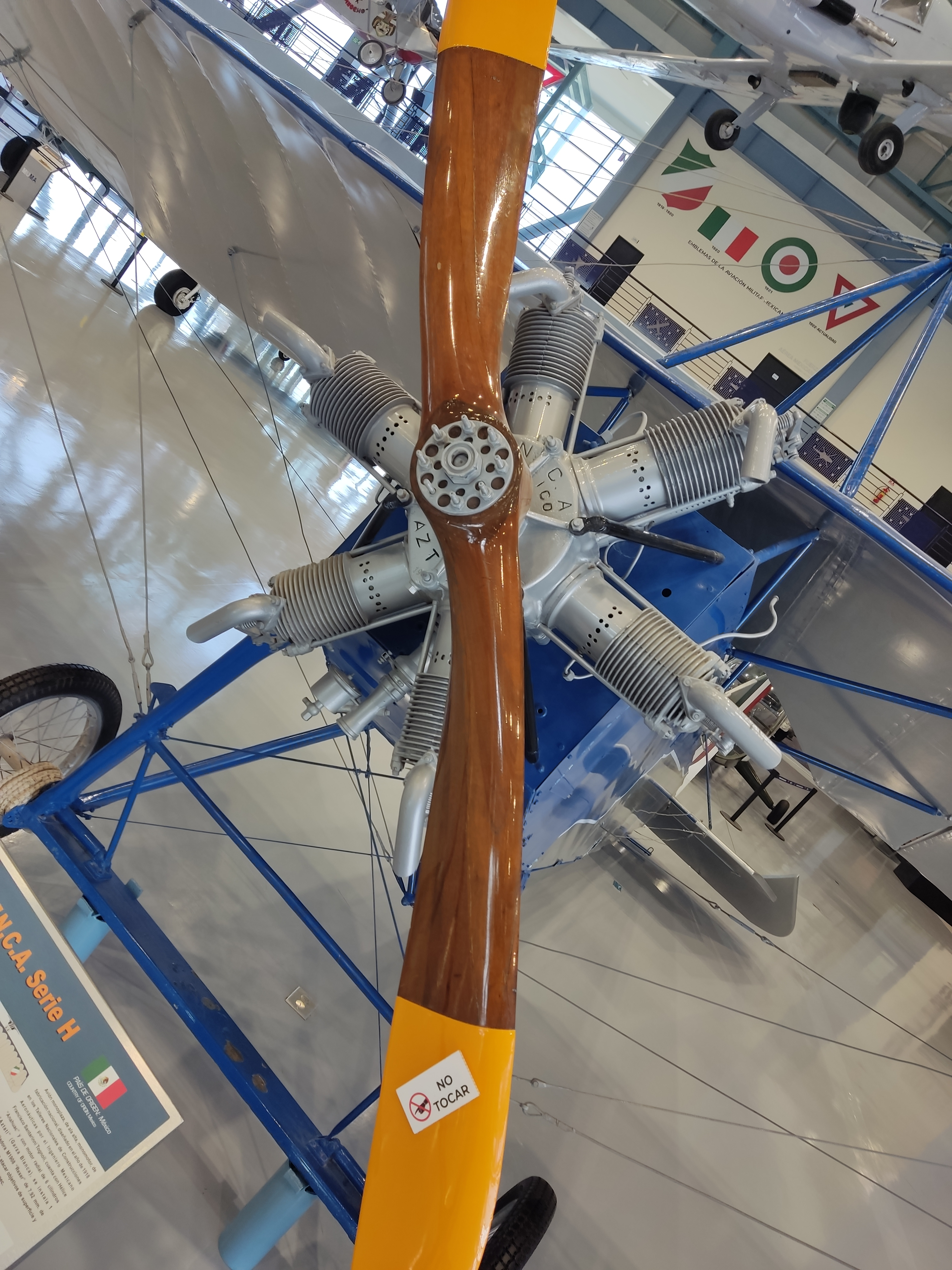
T.N.C.A. Aztatl con Hélice Anáhuac montado en un TNCA Serie H en el Museo Militar de Aviación

El Anzani 6 cilindros fue un motor aeronáutico desarrollado por Alessandro Anzani en 1910. Se trata de 2 motores Ansani de 3 cilindros en Y unidos por el cigüeñal y con una manivela en común, formando así el primer motor radial de doble fila.

## Desarrollo
En diciembre de 1909 Anzani tenía un motor radial de 3 cilindros refrigerado por aire, desarrollado a partir de los primeros motores de configuración de 3 cilindros semi-radiales que habían sido usados en aeronaves Bleriot. Alrededor de marzo de 1910 se había completado el primer motor radial de dos filas, una unidad de 6 cilindros fabricada mediante la fusión de dos unidades de 3 cilindros juntas, una ligeramente detrás de la otra y en un ángulo de 60°. Los cilindros estaban hechos de hierro fundido mientras que celdas de válvulas, costillas y pistones estaban fabricadas en acero y hierro. Las primeras versiones eran motores de válvula lateral con válvulas de entrada automáticas (presión atmosférica abierta) y válvulas de escape operadas mecánicamente mediante levas en el cárter.
A fines de 1912, al igual que con los motores más pequeños, las válvulas de escape se montaron en las culatas y se accionaban con barras de empuje y balancines. Las válvulas de escape estaban en la parte delantera del motor, con el colector de admisión de combustible en la parte trasera. Se instaló un par prominente de tubos de escape a 150°. Los tapones se montaron en los lados del cilindro, en el plano del motor y en el lado superior para reducir los residuos de lubricante en el tapón.
El cárter era de aluminio y en modelos posteriores contenía una cámara de mezcla de combustible. Estas versiones posteriores también usaron pernos largos para unir los cilindros al cárter. El motor usaba una manivela única y retorcida, acoplada a bielas estrechas pero anchas para minimizar el desplazamiento axial entre las dos filas. Esto fue menor que en los radiales de doble hilera más recientes, la cara posterior de la fila delantera cae en el plano central de la fila posterior. El motor no era estrictamente radial, ya que la geometría del cigüeñal compensaba ligeramente los centros de las dos filas, una disposición que se ve mejor desde la parte posterior del motor, donde los tubos de entrada superpuestos y las barras de empuje del motor posterior resaltan las líneas centrales del cilindro. Tal desplazamiento entre la línea central del cilindro y el cigüeñal a menudo se denomina désaxé.
El primer Anzani radial de 6 cilindros tenía un diámetro de 90 mm y una carrera de 120 mm, dando un desplazamiento de 4.58 litros (280 pies cúbicos) y una potencia de 34 kW (45 HP) a 1.300 rpm. Su peso era 70 kg (154 lbs). Una versión posterior produjo 45 kW (60 hp) con 6.23 litros de desplazamiento (380 cu in).

## Variantes
45 hp (34 kW)
Primer radial de doble fila de Anzani que podía desarrollar 34 kW (45 hp) con un desplazamiento de 4.58 L (280 cu in).
60 hp (45 kW)
Versión con cilindros de mayor tamaño y capaz de desarrollar 45 kW (60 hp) @ 1,300 rpm con un desplazamiento de 6.23 L (380 cu in ).
TNCA Aztatl
Una copia directa del Anzani 6-cilindros de 60 HP, producido en México por TNCA.

## Aplicaciones
- Aeromarine EO
- Austin Whippet
- Hydroaéroplane Caudron-Fabre
- Caudron Types M and N
- Caudron C.109
- Działowski D.K.D.3
- Działowski D.K.D.4
- Gabriel Śląsk
- Perry Beadle T.1
- TNCA Serie A
- TNCA Serie H
- Westland Woodpigeon

## Especificaciones (Versión de 60 HP)
Datos de
Características generales
- Tipo: Motor radial de 6 cilindros en doble fila
- Diámetro: 105 mm (4.13 in)
- Carrera: 120 mm (4.72 in)
- Desplazamiento: 6.23 litros (379 pulgadas cúbicas)
- Peso vacío: 91 kg (200 lb)

Componentes
- Distribución de válvulas: Válvulas de entrada automáticas, válvulas de escape mecánicas accionadas por varillas de empuje y balancines accionados por levas del cárter. Una válvula de entrada y un escape por cilindro
- Sistema de combustible: Carburador, cámara de mezcla en cárter.
- Sistema de aceite: Lubricación por salpicadura
- Sistema de enfriamiento: Enfriado por aire
- Sistema de ignición: Magneto simple, una bujía por cilindro

Rendimiento
- Potencia: 60 hp (45 kW) @ 1,300 rpm
- Relación potencia a peso: 0.49 kW/kg (0.30 hp/lb)